# São José da Coroa Grande
São José da Coroa Grande est une municipalité brésilienne située dans l'État du Pernambouc.